# Transport intermodalny
Transport intermodalny (intermodalny transport towarowy) – przewóz ładunków wykorzystujący więcej niż jedną gałąź transportu. Najważniejszą regułą jest wykorzystanie tylko jednej jednostki ładunkowej, np. kontenera lub nadwozia wymiennego, na całej trasie przewozów, bez przeładunku samego towaru przy zmianie rodzaju transportu.
Zalety transportu intermodalnego:

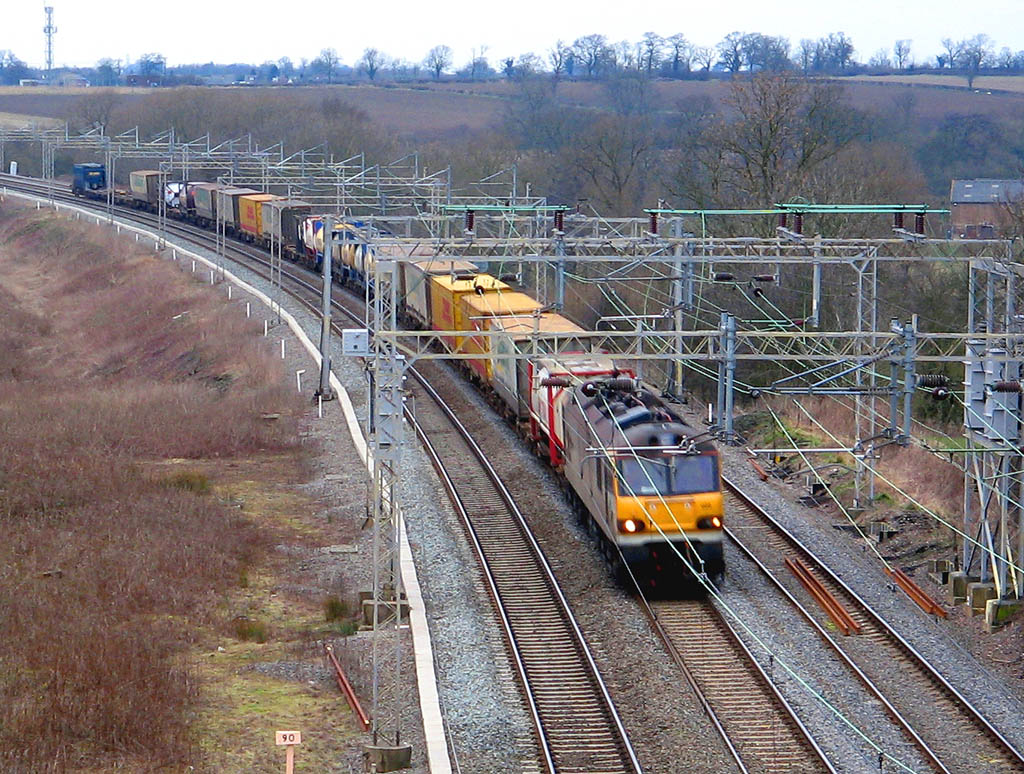
Pociąg intermodalny (kontenerowy)

- może się przyczynić do obniżki globalnego kosztu procesu transportowego,
- pozwala zwiększyć liczbę możliwych wariantów przewozowych,
- może się przyczynić do podniesienia jakości usług,
- dostawa jest szybka i terminowa,
- zwiększona częstotliwość okazji załadowczych,
- zmniejszenie ryzyka uszkodzenia towaru,
- lepsza dostępność do usług transportowych czy też możliwość jednorazowego przewiezienia większej partii ładunku.

Najważniejsze elementy transportu intermodalnego:
- konieczność użycia co najmniej 2 gałęzi środków transportu,
- konieczność wystąpienia tylko jednej umowy o przewóz,
- konieczność wystąpienia tylko jednego wykonawcy odpowiedzialnego za przebieg dostawy towaru,
- konieczność zjednostkowania ładunku.

## Klasyfikacja transportu intermodalnego
Ze względu na zasięg:
- przewozy krajowe,
- przewozy międzynarodowe,
- przewozy kontynentalne,
- przewozy międzykontynentalne.

Ze względu na rodzaj użytych jednostek:
- przewozy kontenerów,
- przewozy naczep,
- przewozy nadwozi wymiennych,
- przewozy samochodów ciężarowych,
- przewozy pojemników specjalnych.

Ze względu na charakter operatora:
- transport bezpośredni – operatorem jest przewoźnik
- transport pośredni – operatorem jest przewoźnik pomocniczy.

Ze względu na charakter użytych środków transportowych:
- przewozy szynowo-drogowe,
- przewozy drogowo-morskie,
- przewozy drogowo-lotnicze,
- przewozy szynowo-drogowo-morskie,
- przewozy szynowo-drogowo-lotnicze,
- przewozy szynowo-drogowo-rzeczne.